# Hüls und Sicherheit
Das Bergwerk Hüls und Sicherheit war ein Ockerbergwerk in der Gemeinde Hilter am Teutoburger Wald. Das hier abgebaute Eisenocker fand Verwendung als Pigment in Lacken und Farben. Die große Bedeutung des Ockers für Hilter fand seinen Niederschlag in dem bis heute in der Region verwendeten Satz: „Hilters Gelb geht um die Welt“.

## Geologie
Der Hülsberg im Teutoburger Wald, in dem das Ockervorkommen lagert, besteht aus Schollen des Osning-Sandsteins, der in der unteren Kreide und teilweise auch der oberen Kreide vorkommt. Zahlreiche im Sandstein vorhandene Klüfte sind durch verschiedene Ausfällungsprozesse mit Ocker aufgefüllt worden. Vermutet wird auch ein Zusammenhang mit dem Aufsteigen des Bramscher Massivs.  
Durch die Osning-Überschiebung ist die Lagerung des Ockers sehr verschieden, sie reicht von ganz flach bis fast steil stehend, durch zahlreiche kleinere Verwerfungen ist die Lagerstätte teilweise stark zerklüftet. Die Mächtigkeit der Ablagerungen in den Klüften war stellenweise bis zu 2 m breit, der Gehalt an Eisenoxid im pulvrigen Ocker betrug rund 71 Gewichtsprozent. Bei der Entstehung der Lagerstätte muss freie Kohlensäure vorhanden gewesen sein.

## Abbau
Am südlichen Fuß des Hüls wurde ein Stollen angesetzt, der 510 m in den Berg getrieben wurde. Dieser Stollen war mit einem Überhauen mit einem nördlichen 180 m langen Stollen verbunden. Durch diese Bauweise war gewährleistet, dass sich der Stollen stets selbst mit frischen Wettern versorgte.
Mit fortschreitendem Abbau wurden stetig weitere kleinere Stollen und Schächte geteuft. 1879 waren auf der Grube und der angehörigen Ockerei 24 Arbeiter beschäftigt. Eine 70 PS Dampfmaschine diente in der Ockerei zur Energieversorgung und zur Trennung des Ockers von Sand und weiteren Verunreinigungen. 
Der teilweise gebrannte Ocker wurde unter dem Namen „Hilter Goldocker“ vertrieben, und teilweise bis in die USA verkauft. Von 1900 an ruhte der Bergwerksbetrieb und wurde 1921/22 für kurze Zeit nochmals aufgenommen.